# Sarah Bolger
Sarah Bolger (Dublín, 28 de febrero de 1991) es una actriz irlandesa, más conocida por interpretar a Christy en la película En América, la Princesa María Tudor en la serie Los Tudor y Jade en la serie de AMC Into the Badlands.

## Primeros años
Sarah Lee Bolger nació en Dublín, hija de Monica y Derek Bolger. Ella tiene una hermana menor, Emma, también una actriz. Asistió a The Young People's Theatre School en Dublín y Loreto High School, Beaufort en Rathfarnham de 2003 a 2009. Sarah es católica.

## Carrera
Tras su participación en En América de Jim Sheridan, ha protagonizado Stormbreaker junto a Alex Pettyfer. También apareció como Annie en la película Tara Road, junto a Andie MacDowell. Protagonizó, junto a Freddie Highmore, la adaptación de la novela infantil Las crónicas de Spiderwick.
Se unió al elenco principal de la serie Los Tudor, donde interpretó a la princesa María Tudor, hija de los reyes Enrique VIII de Inglaterra y Catalina de Aragón. A este éxito se le añade al prestigio que en 2012 obtuvo al interpretar a la Princesa Aurora, la Bella Durmiente, la princesa protagonista del clásico La bella durmiente, en la exitosa serie de la ABC Once Upon a Time.
En marzo de 2017 se anunció que se había unido al elenco de Mayans M.C., donde dio vida a Emily.

## Vida personal
En enero de 2011, Bolger fue seleccionada para participar en el proyecto del fotógrafo Kevin Abosch «The Face of Ireland», junto con otras celebridades irlandesas, como Sinéad O'Connor, Neil Jordan y Pierce Brosnan.

## Filmografía
| Cine        | Cine                         | Cine                | Cine                     |
| Año         | Título                       | Rol                 | Notas                    |
| ----------- | ---------------------------- | ------------------- | ------------------------ |
| 1999        | A Love Divided               | Eileen Cloney       |                          |
| 2003        | En América                   | Christy             |                          |
| 2005        | Premonition                  | Azura               | Cortometraje             |
| 2005        | Tara Road                    | Annie               |                          |
| 2006        | Stormbreaker                 | Sabina Pleasure     |                          |
| 2008        | Las crónicas de Spiderwick   | Mallory Grace       |                          |
| 2011        | The Moth Diaries             | Rebecca             |                          |
| 2011        | La colina de las amapolas    | Umi Matsuzaki (voz) | Doblaje estadounidense   |
| 2013        | Crush                        | Jules               |                          |
| 2013        | As Cool as I Am              | Lucy Diamond        |                          |
| 2014        | Kiss Me                      | Zoe                 |                          |
| 2014        | Starbright                   | Pamela              |                          |
| 2015        | My All American              | Linda Wheeler       |                          |
| 2015        | The Lazarus Effect           | Eva                 |                          |
| 2015        | Emelie                       | Emelie              |                          |
| 2017        | Halal Daddy                  | Maeve Logan         |                          |
| 2018        | End of Sentence              | Jewel               |                          |
| 2018        | A Good Woman Is Hard to Find | Sarah Collins       |                          |
| Televisión  |                              |                     |                          |
| Año         | Título                       | Rol                 | Notas                    |
| 1999        | A Secret Affair              | Helena Fitzgerald   | Película para televisión |
| 2002        | The World of Tosh            |                     |                          |
| 2004        | The Clinic                   | Janey Quinn         | 2 episodios              |
| 2006        | Stardust                     | Lorraine Keegan     | Miniserie                |
| 2008–10     | Los Tudor                    | María Tudor         | 23 episodios             |
| 2012–2015   | Érase una vez                | Princesa Aurora     | 16 episodios             |
| 2014        | Mixology                     | Janey               | Episodio: «Tom & Maya»   |
| 2015–17     | Into the Badlands            | Jade                | Elenco principal         |
| 2016        | Agent Carter                 | Violet              | 3 episodios              |
| 2018        | Counterpart                  | Anna Silk           | Recurrente               |
| 2018-2023   | Mayans M.C.                  | Emily               | Elenco principal         |
| Videojuegos |                              |                     |                          |
| Año         | Título                       | Rol                 | Notas                    |
| 2008        | The Spiderwick Chronicles    | Mallory Grace (voz) |                          |
| 2010        | BioShock 2                   | Eleanor Lamb (voz)  |                          |